# Bilastin
Bilastin ist ein Arzneistoff und zählt zur Gruppe der Antihistaminika der zweiten Generation. Es wird zur Linderung allergischer Symptome unter anderem bei Heuschnupfen und Nesselsucht angewandt.

## Klinische Angaben

### Zugelassene Anwendungsgebiete
Bilastin ist für die symptomatische Behandlung saisonaler allergischer Rhinokonjunktivitis sowie anderen Formen allergischer Rhinitis zugelassen. Ferner wird es zur Behandlung juckender Hautausschläge wie Urtikaria angewendet.

### Art und Dauer der Anwendung
Die Anwendung ist dauerhaft, saisonal oder nur für die Dauer der Allergenexposition möglich. Bilastin ist zur oralen Gabe als Tablette und Schmelztablette erhältlich.
Bis 2010 unterlag Bilastin in Deutschland der Verschreibungspflicht. Seit 2023 gibt es Bilastin in einer Dosierung von 20 mg zur Anwendung bei Erwachsenen verschreibungsfrei in der Apotheke, 2024 wurde auch die Dosierung von 10 mg für Kinder von 6–11 Jahren aus der Verschreibungspflicht entlassen.

### Wechselwirkungen
Da Bilastin vom Körper nicht metabolisiert und unverändert ausgeschieden wird, ist das Risiko für Pharmakokinetische Interaktionen gering.
Bei Patienten mit Einschränkungen der Leberfunktion sind keine erhöhten Plasmaspiegel außerhalb der Sicherheitsgrenzen zu erwarten. Zudem kann Bilastin bei Patienten mit eingeschränkter Nierenfunktion ohne Anpassungen der Dosierungen eingesetzt werden. Bei Patienten mit moderater bis starker Niereneinschränkung kann die gleichzeitige Behandlung mit P-Glykoprotein-Inhibitoren wie Ciclosporin, Diltiazem, Erythromycin, Ketoconazol oder Ritonavir zu erhöhten Plasmaspiegeln führen.
Die Einnahme sollte mit zeitlichem Abstand zum Essen erfolgen, da sonst die Bioverfügbarkeit verringert wird. Auch Grapefruitsaft reduziert die Bioverfügbarkeit um bis zu 30 % und damit auch die Wirksamkeit von Bilastin.

### Nebenwirkungen
Die häufigsten Nebenwirkungen von Bilastin sind wie bei anderen Antihistaminika Kopfschmerzen, Somnolenz, Schwindelgefühl und Ermüdung. In klinischen Studien zeigte sich kein statistisch signifikanter Unterschied zwischen der Bilastin- und der Placebo-Gruppe im Nebenwirkungsprofil. Im direkten Vergleich mit Cetirizin trat Somnolenz unter Bilastin seltener auf.

### Gegenanzeigen und Anwendungsbeschränkungen
Für Kinder unter 6 Jahren oder unter 20 kg Körpergewicht gibt es keine Dosierungsempfehlung und Bilastin sollte nicht angewendet werden.

## Wirkmechanismus
Durch kompetitive Hemmung wird die Wirkung von Histamin am peripheren Histamin-H1-Rezeptor unterbrochen. Histamin verursacht allergische Symptome und ist an der Entstehung von Nesselsucht maßgeblich beteiligt.
Bilastin überschreitet, wie andere Antihistaminika der zweiten Generation, die Blut-Hirn-Schranke nur in geringem Maße, daher sind zentralnervöse Nebenwirkungen wie Sedierung weniger stark ausgeprägt als bei Antihistaminika der ersten Generation.
Die Wirkung von Bilastin setzt schnell ein und hält bis zu 24 Stunden an.

## Handelsnamen
Allegra (D), Bitosen (D), Olisir (A), Bilaxten (CH), Bilaxin (CH)